# Odense Amt
Odense Amt blev samlet i 1793 af Odensegård Amt, Rugård Amt, Assens Amt og Hindsgavl Amt. (Amtet fik nye grænser i 1809).
I 1970 blev Odense Amt lagt sammen med Svendborg Amt til Fyns Amt.
I amtet ligger købstæderne Odense, Kerteminde, Bogense, Middelfart og Assens.
I det danske nummerpladesystem havde Odense Amt bogstavet M fra 1903 til 1958, og da systemet i dette år blev omlagt, fik Odense Købstad MA, Odense Herred MH, Kerteminde MM, Bogense MP, Assens MT og Middelfart MX.

## Amtets udstrækning
Amtet bestod af følgende Herreder
- Bjerge Herred
- Båg Herred
- Lunde Herred
- Odense Herred
- Skam Herred
- Skovby Herred
- Vends Herred
- Åsum Herred

## Assens og Odense amtsrådskredse
I 1842 blev amtet delt i to amtskommuner, nemlig Assens Amtsrådkreds og Odense Amtsrådskreds. Frem til 1970 var der altså to amtsråd på Nordfyn. I nogle sammenhænge blev området betragtet som to amter, mens Nordfyn i andre sammenhænge blev betragtet som eet amt.
Assens Amtrådskreds bestod af Nordvestfyn (Vends Herred med Middelfart og Båg Herred med Assens. Odense amtsrådskreds bestod af de øvrige seks herreder (med Bogense, Odense og Kerteminde).

## Amtmænd
- 1789 – 1798: Friedrich von Buchwald
- 1799 – 1808: Poul Rosenørn Gersdorff
- 1808 – 1809: Frederik Adeler
- 1809 – 1814: Gebhard Moltke-Huitfeldt
- 1814 – 1836: Hans Vilhelm Cederfeld de Simonsen
- 1836 – 1842: Johan Carl Thuerecht Castenschiold
- 1843 – 1848: Carl Emil Bardenfleth[1]
- 1848 – 1856: Iver Johan Unsgaard
- 1856 – 1860: Christian Fischer[2]
- 1. jan 1860 – 1869: Iver Johan Unsgaard[2]
- 1. apr 1869 – 1898: Eugenius Sophus Ernst Heltzen[2]
- 1898 – 1909: Frederik de Jonquières[2]
- 1909 – 1920: Johan Frederik Simony[2]
- 1920 – 1. mar 1921: Aage Slichtkrull[2]
- 1921 – 1948: Svend Neumann[2]
- 1948 – 1970: Jacob Høirup [3]